# Kaluyo Chico
Kaluyo Chico ist eine Ortschaft im Departamento Cochabamba im südamerikanischen Andenstaat Bolivien.

## Lage im Nahraum
Kaluyo Chico liegt in der Provinz Chapare und ist ein Ort im Cantón Sacaba im Municipio Sacaba. Die Ortschaft liegt auf einer Höhe von 3760 m im südöstlichen Teil vom Nationalpark Tunari am nordöstlichen Ufer des Río Puca Orkho Mayu, der hier in nordwestlicher Richtung fließt und zum Flusssystem des Río Chapare gehört. Die Ortschaft Kaluyo Chico beherbergt die Krankenstation „C.S. Kaluyo Chico“.

## Geographie
Kaluyo Chico liegt in der Cordillera Oriental in der Anden-Gebirgskette der Kordillere von Cochabamba, das Klima ist ein typisches Tageszeitenklima, bei dem die mittleren täglichen Temperaturschwankungen höher ausfallen als die jahreszeitlichen Schwankungen.
Die Jahresdurchschnittstemperatur der Region liegt bei etwa 6 °C (siehe Klimadiagramm Challa Grande) und schwankt nur unwesentlich zwischen 2 °C im Juni und Juli und gut 8 °C im November und Dezember. Der Jahresniederschlag beträgt etwa 650 mm, bei einer ausgeprägten Trockenzeit von Mai bis August mit Monatsniederschlägen unter 10 mm, und einer Feuchtezeit von Dezember bis Februar mit bis zu 155 mm Monatsniederschlag.

## Verkehrsnetz
Kaluyo Chico liegt in einer Entfernung von 54 Straßenkilometern nordöstlich von Cochabamba, der Hauptstadt des gleichnamigen Departamentos.
Durch Cochabamba verläuft die Nationalstraße Ruta 4, die mit einer Länge von 1657 Kilometern das gesamte Land in West-Ost-Richtung durchquert. Die Straße beginnt im Westen bei Tambo Quemado an der chilenischen Grenze und erreicht nach 392 Kilometern Sacaba. Die Straße führt dann weiter in östlicher Richtung über Santa Cruz nach Puerto Suárez im brasilianischen Grenzgebiet.
In der Stadt Sacaba zweigt im Ortsteil Huayallari Grande von der Ruta 4 am „Cruce Palca“ die Ruta 4101 nach Norden ab und windet sich nach Verlassen der Vororte in Serpentinen in das Tunari-Gebirge hinauf und erreicht nach siebzehn Kilometern über Sapanani Centro die Ortschaft Chaquiqocha. Von hier aus sind es weitere 21 Kilometer bis Kaluyo Chico, wobei die Straße zwischen Chaquiqocha und Kaluyo Chico Höhen von 4250 m überschreitet.

## Bevölkerung
Die Einwohnerzahl der Ortschaft ist in dem Jahrzehnt zwischen den beiden letzten Volkszählungen konstant geblieben:
| Jahr | Einwohner         | Quelle       |
| ---- | ----------------- | ------------ |
| 1992 | keine Detaildaten | Volkszählung |
| 2001 | 264               | Volkszählung |
| 2012 | 268               | Volkszählung |
| 2024 |                   | Volkszählung |

Im Municipio Sacaba sprechen 65,2 Prozent der Bevölkerung Quechua.